# El pelele
Le Pantin
El pelele (« Le Pantin ») est une peinture réalisée par Francisco de Goya entre 1791 et 1792 qui fait partie de la septième série de cartons pour tapisserie destinée au bureau de Charles IV dans le palais de l'Escurial.

## Contexte de l'œuvre
Tous les tableaux de la septième série sont destinés au bureau de Charles IV, anciennement prince des Asturies et à qui étaient déjà destinées les six premières séries, au palais de l'Escurial. Le tableau a été peint entre fin 1791 et début 1792.
Il fut considéré perdu jusqu'en 1869, lorsque la toile fut découverte dans le sous-sol du Palais royal de Madrid par Gregorio Cruzada Villaamil, et fut remise au musée du Prado en 1870 par les ordonnances du 19 janvier et du 9 février 1870, où elle est exposée dans la salle 93. La toile est citée pour la première fois dans le catalogue du musée du Prado en 1876.
La série était composée de La boda, Los zancos, El balancín, Las gigantillas, Muchachos trepando a un árbol, El Pelele et Las mozas del cántaro.
Une étude, huile sur toile de  35 × 23 cm, est conservée au Hammer Museum à Los Angeles. Le fond en est un mur de fortification.

## Analyse
C'est une scène populaire (représentation du jeu populaire du pelele). Quatre jeunes femmes vêtues de majas font sauter un pantin, symbole masculin, et rient. La scène représente les femmes se moquant des hommes.
Si cette scène peut en effet être interprétée comme l'homme envisagé en tant que jouet du caprice des femmes, cette œuvre peut aussi faire allusion d'une manière ironique à l'instabilité politique de l'époque avec la succession des différents premiers ministres en 1792.
La peinture fut réalisée à coups de pinceaux rapides, les couleurs sont vives. Le style est généralement élégant et léger, typique du XVIIIe siècle.

## Postérité
Ce carton pour tapisserie a inspiré diverses œuvres, notamment diverses scènes de l'opéra de Granados Goyescas.

### Bibliothèque
- (es) Gregorio Cruzada Villaamil, Los tapices de Goya, Rivadeneyra, 1870, 148 p. (OCLC 27205287), p. 62, 145
- (es) V. de Sambricio, Tapices de Goya, Madrid, Patrimonio Nacional, 1946, p. 171, 273-274
- (es) José Manuel Arnaiz, Francisco de Goya : cartones y tapices, Madrid, Espasa Calpe, 1987, p. 166-171, 315
- (es) Janis Tomlinson, Francisco de Goya : los cartones para tapices y los comienzos de su carrera en la corte de Madrid, Madrid, Cátedra, 1993, 302 p. (ISBN 978-84-376-0392-6), p. 244, 263, 268-270
- (es) Valeriano Bozal, Francisco Goya : vida y obra, vol. 1, TF Editores & Interactiva, 2005 (ISBN 978-84-96209-39-8)
- Jean Laurent, Catalogue illustré des tableaux du Musée du Prado à Madrid, Madrid, J. Laurent et Cie, 1899, p. 29
- (es) Collectif Prado et Juan J. Luna et al, Goya, 250 aniversario, Madrid, Musée du Prado, 1996, 436 p. (ISBN 84-87317-48-0 et 84-87317-49-9)